# Bradley Wiggins

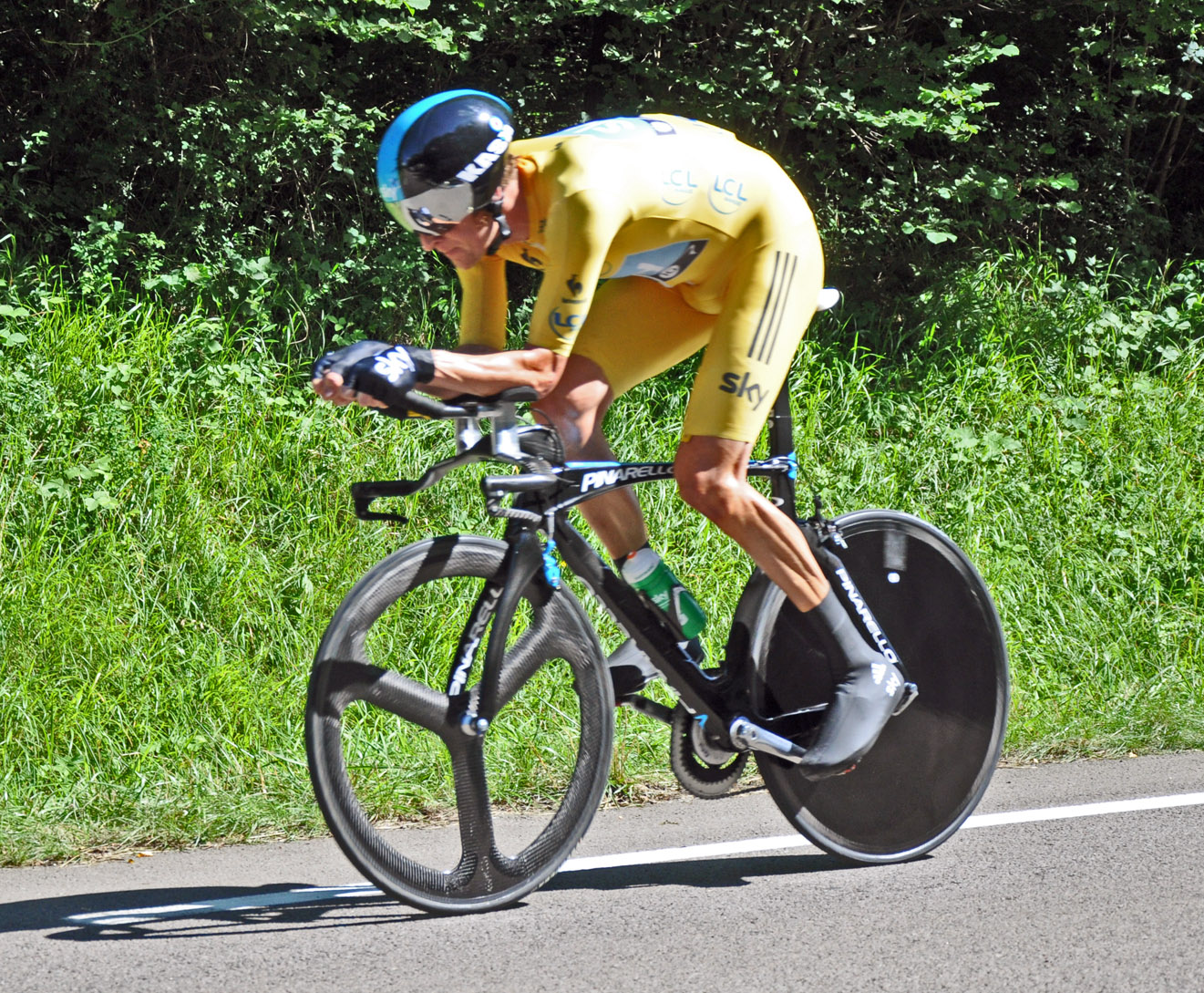
Wiggins op weg naar de winst in de 9e etappe van de Ronde van Frankrijk 2012

Sir Bradley Marc Wiggins (Gent, 28 april 1980) is een in België geboren Brits voormalig wielrenner, die zowel op de baan als op de weg actief was. In 2012 won hij als eerste Brit ooit de Ronde van Frankrijk. Daarnaast is hij vijfvoudig olympisch kampioen en voormalig houder van het werelduurrecord.

## Carrière

### Beginjaren
Wiggins werd in 2002 prof bij Française des Jeux. In 2003 behaalde hij de Europese titel op de baan achter de derny en de wereldtitel achtervolging op de baan. In 2004 behaalde hij in Athene de olympisch goud in het onderdeel individuele achtervolging. Zijn doel voor 2007 was om de proloog van de Ronde van Frankrijk in Londen te winnen, maar hij slaagde daar niet in.
Bij het grote publiek werd Wiggins voor het eerst bekend in de Ronde van Frankrijk 2009. Onverwacht bleek hij niet alleen bij de tijdrit, maar ook in de bergen met de besten mee te kunnen. Hij haalde de derde plaats in het eindklassement. In het wereldkampioenschap tijdrijden 2009 in Mendrisio kampte hij met materiaalpech en eindigde niet op het podium.

### De baan
Voordat Wiggins zijn grootste successen op de weg boekte, was hij een wereldtopper op de baan. Op de Olympische Zomerspelen 2000 in Sydney behaalde het Britse team met Wiggins de zilveren medaille op de 4 km ploegenachtervolging. Ook in 2004 veroverde het Britse team de zilveren medaille. Vier jaar later in Peking won het Britse team goud. Ook veroverde Wiggins in 2008 net als in 2004 de olympische titel op de 4 km individuele achtervolging.
Op de baan werd Wiggins zes keer wereldkampioen en drie keer olympisch kampioen. Hij veroverde daarnaast nog drie olympische medailles en stond op WK's nog vier keer op het podium.

### 2011
In aanloop naar de Ronde van Frankrijk 2011 won Wiggins de Critérium du Dauphiné. Hij werd daardoor gezien als een kandidaat voor een topklassering in de Ronde van Frankrijk. Wiggins begon erg sterk tot hij in de negende etappe zwaar ten val kwam en hij de wedstrijd voortijdig moest verlaten. Hierop besloot hij de Vuelta te gaan rijden. Wiggins droeg hier enkele dagen de leiderstrui, maar moest in het eindklassement genoegen nemen met een derde plaats. Op het WK tijdrijden in Kopenhagen werd Wiggins vervolgens tweede in de tijdrit en was hij lid van het team dat Mark Cavendish aan de wereldtitel op de weg hielp.

### 2012
Zijn hoofddoel van 2012 was om de Ronde van Frankrijk te winnen. De 99e editie leende zich hier goed voor omdat deze meer dan 100 kilometer tijdrit bevatte. Ter voorbereiding hierop reed Wiggins vier rittenkoersen op rij: in februari de Ronde van de Algarve waarin zijn ploegmaat Richie Porte triomfeerde en hij zelf de afsluitende tijdrit won; in maart Parijs-Nice waarin hij de korte klimtijdrit won en tevens zowel het punten- als het eindklassement op zijn naam schreef; in april de Ronde van Romandië waarin hij de afsluitende tijdrit en het eindklassement wist te winnen en in juni het Critérium du Dauphiné waarin hij voor de tweede keer op rij het eindklassement won, ook won hij de 53 kilometer lange tijdrit. Wiggins is de eerste wielrenner die in één seizoen zowel Parijs-Nice, de Ronde van Romandië als het Critérium du Dauphiné wist te winnen. Hij was tevens de eerste Brit die de eindzege Ronde van Romandië binnenhaalde.
In de proloog van de Ronde van Frankrijk 2012 eindigde Wiggins als tweede, op zeven seconden van Fabian Cancellara. De zevende etappe werd gereden in de Vogezen en eindigde op de top van de Planche des Belles Filles. Wiggins' ploegmaat Chris Froome won de etappe en Wiggins zelf nam de leiding in het algemeen klassement. De negende etappe was een tijdrit over 41,5 km naar Besançon en werd door Wiggins voor Froome gewonnen. Hiermee vergrootte hij zijn voorsprong op zijn naaste belager, Cadel Evans, van tien seconden naar bijna twee minuten. De elfde etappe was een bergrit in de Alpen met aankomst op Fontcouverte-la Toussuire. Op deze slotklim verloor Evans anderhalve minuut op Wiggins, die zelf zijn ploegmaat Froome even moest intomen toen deze van hem leek weg te rijden. Door het tijdverlies van Evans werd ploeggenoot Froome nu Wiggins' naaste belager op ruim twee minuten. De zestiende etappe was een zware bergrit door de Pyreneeën met aankomst in Bagnères-de-Luchon. Wiggins en zijn team konden de wedstrijd controleren. Wiggins en Froome bewezen de beste klimmer van het peloton te zijn door een aanval van Vincenzo Nibali relatief gemakkelijk te kunnen pareren. De zeventiende etappe met aankomst op de Peyragudes was van hetzelfde kaliber. Op drie kilometer van de streep verhoogde Froome het tempo waardoor hij en Wiggins als enige overbleven. Samen gingen ze verder maar Wiggins kon Froome niet bijhouden. Froome moest zich daarom meerdere keren inhouden om zijn kopman bij te staan. In de negentiende etappe moesten de renners individueel de 53,3 km van Chartres naar Bonneval overbruggen. Wiggins won wederom de tijdrit. Froome eindigde op ruim een minuut als tweede en in het eindklassement op 3'21" van zijn kopman. Zo won Wiggins zijn vierde rittenkoers op rij. Bovendien was hij de eerste Brit ooit die de Ronde van Frankrijk wist te winnen.
Op 1 augustus won Wiggins de individuele tijdrit op de Olympische Spelen. Dit betekende voor Wiggins de vierde gouden olympische medaille in zijn carrière. Samen met de drie niet gouden medailles die hij in 2000 en 2004 behaalde was Wiggins met zeven olympische medailles nu de succesvolste Britse Olympiër aller tijden. Bovendien was hij met zijn zeven medailles de koploper in het wielrennen op de Olympische Spelen. Tijdens dezelfde Olympische Spelen werd Wiggins op beide ranglijsten echter weer voorbijgestreefd door Chris Hoy.
Op 16 december werd sir Bradley Wiggins onderscheiden als BBC Sports Personality of the Year. In dit referendum ging hij Jessica Ennis en Andy Murray voor.

### 2013
In 2013 kondigde Wiggins aan dat hij zich wilde wagen aan de zogenaamde dubbelslag, het winnen van zowel de Ronde van Italië als de Ronde van Frankrijk. Team Sky liet echter weten dat niet Wiggins, maar Chris Froome de kopman zou zijn in Frankrijk. In de Ronde van Italië 2013, waar Froome afwezig was, ging Wiggins als topfavoriet van start. Een zware verkoudheid en infectie van de luchtwegen zorgden er echter voor dat hij veel tijd verloor op andere favorieten als Vincenzo Nibali en Cadel Evans. Na de twaalfde etappe ging Wiggins niet meer van start. Ook liep hij een knieblessure op, waardoor hij de Ronde van Frankrijk moest missen.

### 2014
In 2014 won Wiggins de Ronde van Californië, na de macht te hebben gegrepen in de tweede etappe, een individuele tijdrit. Hij werd wereldkampioen op de individuele tijdrit in Ponferrada, voor Tony Martin en Tom Dumoulin.

### 2015
In 2015 besluit Wiggins zich te focussen op Parijs-Roubaix. Hij tekent een contract tot en met 12 april bij Sky en zal daarna naar Team Wiggins gaan om zich daar voor te bereiden op het baanwielrennen voor de Olympische Zomerspelen 2016 in Rio. Hij behaalde zijn eerste zege van het seizoen in de afsluitende tijdrit van de Driedaagse van De Panne-Koksijde. In Parijs-Roubaix werd Wiggo uiteindelijk 18e, maar reed zich uiteindelijk nog eenmaal in de kijker door er op dertig kilometer van door te gaan.
Op 7 juni bracht hij het werelduurrecord op 54,526 km. Een kleine vier jaar later verbrak de Belg Victor Campenaerts dit record.

### 2016
Tijdens de Olympische Spelen in Rio de Janeiro won Wiggins voor de vijfde keer in zijn carrière een gouden olympische medaille. Hij was samen met ploeggenoten Steven Burke, Ed Clancy en Owain Doull veruit de sterkste op de ploegenachtervolging: zowel in de halve finale als in de finale verbraken de Britten het wereldrecord.
Half september 2016 kwam door het hackerscollectief Fancy Bears aan het licht dat Wiggins in de jaren 2008, 2011, 2012 en 2013 toestemming kreeg van de UCI om medicijnen te gebruiken die op de dopinglijst staan. De eerste keer was op 13 juni 2008, toen hij een jaar lang dispensatie kreeg om salbutamol te inhaleren, een middel tegen astma. Op 12 december 2008 kreeg hij opnieuw voor dit middel dispensatie, weer voor een jaar, met als specificatie "tot twee keer daags". Vier dagen later kreeg hij voor hetzelfde middel opnieuw dispensatie. Op 29 juni 2011, 26 juni 2012 en 22 april 2013 kreeg hij dispensatie voor het zich eenmalig in de spieren laten injecteren met triamcinolonacetonide, een middel tegen pollenallergie en een corticosteroïde. De eerste twee injecties kreeg hij vlak voor de start van de Tour de France, de derde vlak voor de Giro d'Italia.

### 2025
De ARD kwam voor de Tour de France van 2025 met het bericht dat er bij de ploeg INEOS Grenadiers een persoon actief was die in verband wordt gebracht met Operatie Aderlass, een dopingzaak. Deze persoon bleek David Rozman te zijn, een voormalig masseur van Chris Froome en Wiggins.

## Privé
Wiggins is de zoon van de voormalige profrenner Gary Wiggins (1952-2008). Hij is gescheiden van zijn vrouw in 2020 en is vader van een zoon en een dochter.
Wiggins sprak in 2022 voor het eerst over het seksueel misbruik waarvan hij slachtoffer was geworden als tiener. Tevens gaf hij aan  na zijn profloopbaan depressief te zijn geworden en grote schulden te hebben gemaakt.
In 2025 maakte Wiggins bekend dat hij na zijn wielersportcarrière verslaafd was geraakt aan cocaïne.

## Palmares

### Baanwielrennen
| Jaar     | BK                         | EK                   | WK                                                | OS                                                | Overig |
| Junioren | Junioren                   | Junioren             | Junioren                                          | Junioren                                          | Junioren |
| -------- | -------------------------- | -------------------- | ------------------------------------------------- | ------------------------------------------------- | --- |
| 1998     | puntenkoers · scratch      |                      | achtervolging                                     |                                                   | |
| Beloften |                            |                      |                                                   |                                                   | |
| 2001     |                            |                      | achtervolging                                     |                                                   | |
| Elite    |                            |                      |                                                   |                                                   | |
| 1998     |                            |                      |                                                   |                                                   | Commonwealth Games: · ploegenachtervolging                                                                             |
| 1999     | ploegkoers · achtervolging |                      |                                                   |                                                   | |
| 2000     | achtervolging              |                      | ploegenachtervolging                              | ploegenachtervolging                              | WB Turijn: · ploegenachtervolging                                                                                      |
| 2001     |                            |                      | ploegenachtervolging                              |                                                   | WB Pordenone: · achtervolging · ploegenachtervolging · WB Szczecin: · ploegenachtervolging                             |
| 2002     |                            |                      | ploegenachtervolging                              |                                                   | Commonwealth Games: · achtervolging · ploegenachtervolging                                                             |
| 2003     |                            | derny                | achtervolging · ploegenachtervolging              |                                                   | 6daagse Gent |
| 2004     |                            |                      |                                                   | achtervolging · ploegenachtervolging · ploegkoers | |
| 2005     |                            |                      |                                                   |                                                   | |
| 2006     |                            |                      |                                                   |                                                   | |
| 2007     |                            |                      | achtervolging · ploegenachtervolging              |                                                   | WB Manchester: · achtervolging · ploegenachtervolging · WB Sydney: · ploegenachtervolging · WB Peking: · achtervolging |
| 2008     |                            |                      | achtervolging · ploegenachtervolging · ploegkoers | achtervolging · ploegenachtervolging              | |
| 2009     |                            |                      |                                                   |                                                   | |
| 2010     |                            |                      |                                                   |                                                   | |
| 2011     |                            |                      |                                                   |                                                   | WB Manchester: · ploegenachtervolging                                                                                  |
| 2012     |                            |                      |                                                   |                                                   | |
| 2013     |                            |                      |                                                   |                                                   | |
| 2014     |                            |                      |                                                   |                                                   | Commonwealth Games: · ploegenachtervolging                                                                             |
| 2015     |                            | ploegenachtervolging |                                                   |                                                   | Revolution Series Derby: · ploegkoers · ploegenachtervolging                                                           |
| 2016     |                            |                      | ploegkoers · ploegenachtervolging                 | ploegenachtervolging                              | 6daagse Gent |

### Wegwielrennen

#### Overwinningen
2001 - 2 zeges
1e etappe Flèche du Sud
 Eindklassement Flèche du Sud
2003 - 1 zege
Proloog Ronde van de Toekomst
2005 - 2 zeges
8e etappe Ronde van de Toekomst
2e etappe Omloop van Lotharingen (ITT)
2007 - 4 zeges
Proloog Vierdaagse van Duinkerke
Proloog Dauphiné Libéré
4e etappe Ronde van Poitou-Charentes (ITT)
Duo Normand (Koppeltijdrit)
2009 - 5 zeges
1e etappe Ronde van Qatar (TTT)
3e etappe B Driedaagse van De Panne-Koksijde (ITT)
 Brits kampioen tijdrijden, Elite
5e etappe Herald Sun Tour (ITT)
 Eindklassement Herald Sun Tour
2010 - 3 zeges
1e etappe Ronde van Qatar (TTT)
Proloog Ronde van Italië
 Brits kampioen tijdrijden, Elite
2011 - 3 zeges
4e etappe Ronde van Beieren (ITT)
 Eindklassement Critérium du Dauphiné
 Brits kampioen op de weg, Elite
2012 - 12 zeges
5e etappe Ronde van de Algarve (ITT)
8e etappe Parijs-Nice (ITT)
 Eind- en puntenklassement Parijs-Nice
1e en 5e (ITT) etappe Ronde van Romandië
 Eindklassement Ronde van Romandië
4e etappe Critérium du Dauphiné (ITT)
 Eindklassement Critérium du Dauphiné
9e etappe (ITT) en 19e etappe Ronde van Frankrijk (ITT)
 Eindklassement Ronde van Frankrijk
 Olympisch kampioen tijdrijden te Londen
2013 - 5 zeges
1e etappe deel B Ronde van Trentino (TTT)
2e etappe Ronde van Italië (TTT)
7e etappe Ronde van Polen (ITT)
3e etappe Ronde van Groot-Brittannië (ITT)
 Eindklassement Ronde van Groot-Brittannië
2014 - 5 zeges
2e etappe Ronde van Californië (ITT)
 Eindklassement Ronde van Californië
 Brits kampioen tijdrijden, Elite
8e etappe A Ronde van Groot-Brittannië (ITT)
 Wereldkampioens tijdrijden, Elite
2015 - 1 zege
3e etappe B Driedaagse van De Panne-Koksijde (ITT)

### Resultaten in voornaamste wedstrijden
| Jaar | Ronde van Italië | Ronde van Frankrijk | Ronde van Spanje |
| ---- | ---------------- | ------------------- | ---------------- |
| 2003 | buiten tijd      |                     |                  |
| 2004 |                  |                     |                  |
| 2005 | 123e             |                     |                  |
| 2006 |                  | 123e                |                  |
| 2007 |                  | opgave              |                  |
| 2008 | 134e             |                     |                  |
| 2009 | 71e              | ↑                   |                  |
| 2010 | 40e (1)          | 24e                 |                  |
| 2011 |                  | opgave              | ↑                |
| 2012 |                  | ↑ (2)               |                  |
| 2013 | opgave           |                     |                  |
| 2014 |                  |                     |                  |
| 2015 |                  |                     |                  |

| Jaar | Milaan-San Remo | Gent-Wevelgem | Ronde van Vlaanderen | Parijs-Roubaix | Amstel Gold Race | Luik-Bast.‑Luik | Ronde van Lombardije | Waalse Pijl |  | WK op de weg |  | Wereldranglijsten |
| ---- | --------------- | ------------- | -------------------- | -------------- | ---------------- | --------------- | -------------------- | ----------- |  | ------------ |  | ----------------- |
| 2003 | 98e             |               | 50e                  | opgave         |                  |                 |                      |             |  |              |  |                   |
| 2004 |                 |               |                      | opgave         |                  |                 |                      |             |  |              |  |                   |
| 2005 | 89e             |               | 81e                  | opgave         | 44e              |                 |                      |             |  | 112e         |  |                   |
| 2006 | 46e             | 58e           |                      | 49e            |                  |                 |                      |             |  |              |  |                   |
| 2007 |                 |               |                      |                |                  |                 |                      |             |  |              |  | 194e (UPT)        |
| 2008 |                 |               |                      |                |                  |                 |                      |             |  |              |  |                   |
| 2009 | 108e            | 23e           |                      | 25e            |                  |                 |                      |             |  |              |  |                   |
| 2010 |                 |               |                      |                |                  | 74e             | opgave               | 65e         |  |              |  | 132e (UWK)        |
| 2011 | 44e             |               |                      | 90e            |                  |                 |                      |             |  | 108e         |  | 8e (UWT)          |
| 2012 |                 |               |                      |                |                  |                 |                      |             |  | opgave       |  | (UWT)             |
| 2013 |                 |               |                      |                |                  |                 |                      |             |  | opgave       |  | 72e (UWT)         |
| 2014 |                 |               | 32e                  | 9e             |                  |                 |                      |             |  |              |  | 129e (UWT)        |
| 2015 |                 | opgave        | 87e                  | 18e            |                  |                 |                      |             |  |              |  |                   |

## Ploegen
- 2001 –  Linda McCartney-Jaguar (tot 31-03)
- 2002 –  Française des Jeux
- 2003 –  Fdjeux.com
- 2004 –  Crédit Agricole
- 2005 –  Crédit Agricole
- 2006 –  Cofidis
- 2007 –  Cofidis
- 2008 –  Team Columbia
- 2009 –  Team Garmin-Chipotle
- 2010 –  Team Sky
- 2011 –  Sky ProCycling
- 2012 –  Sky ProCycling
- 2013 –  Sky ProCycling
- 2014 –  Team Sky
- 2015 –  Team Sky (tot 12-04)
- 2015 –  WIGGINS (vanaf 13-04)
- 2016 –  WIGGINS

1964: Jiří Daler ·
1968: Daniel Rébillard ·
1972: Knut Knudsen ·
1976: Gregor Braun ·
1980: Robert Dill-Bundi ·
1984: Steve Hegg ·
1988: Gintautas Oemaras ·
1992: Chris Boardman ·
1996: Andrea Collinelli ·
2000: Robert Bartko ·
2004: Bradley Wiggins ·
2008: Bradley Wiggins
1908: Jones, Kingsbury, Meredith, Payne ·
1920: Magnani, Carli, Ferrario, Giorgetti ·
1924: De Martini, Dinale, Menegazzi, Zucchetti ·
1928: Facciani, Gaioni, Lusiani, Tasselli ·
1932: Pedretti, Borsari, Cimatti, Ghilardi ·
1936: Nizerhy, Charpentier, Goujon, Lapébie ·
1948: Decanali, Adam, Blusson, Coste ·
1952: Morettini, Campana, de Rossi, Messina ·
1956: Gasparella, Domenicali, Faggin, Gandini ·
1960: Vigna, Arienti, Testa, Vallotto ·
1964: Streng, Claesges, Henrichs, Link ·
1968: Lyngemark, Olsen, Asmussen, Jensen ·
1972: Schumacher, Colombo, Haritz, Hempel ·
1976: Vonhof, Braun, Lutz, Schumacher ·
1980: Manakov, Movtsjan, Ossokin, Petrakov ·
1984: Grenda, Turtur, Nichols, Woods ·
1988: Jekimov, Kasputis, Neljoebin, Oemaras ·
1992: Fulst, Glöckner, Lehmann, Steinweg ·
1996: Capelle, Ermenault, Monin, Moreau ·
2000: Fulst, Bartko, Becke, Lehmann ·
2004: Brown, McGee, Lancaster, Roberts ·
2008: Clancy, Manning, Thomas, Wiggins · 
2012: Burke, Clancy, Kennaugh, Thomas · 
2016: Burke, Clancy, Doull, Wiggins · 
2020: Consonni, Ganna, Lamon, Milan · 
2024:  Bleddyn, Welsford, Leahy, O'Brien
1996: Miguel Indurain ·
2000: Vjatsjeslav Jekimov ·
2004: Vjatsjeslav Jekimov ·
2008: Fabian Cancellara ·
2012: Bradley Wiggins ·
2016: Fabian Cancellara ·
2020: Primož Roglič ·
2024: Remco Evenepoel
Wielerploegen van Bradley Wiggins
Bodo ·
Casar ·
Casper ·
Cooke ·
Da Cruz ·
Durand ·
Fritsch ·
Guesdon ·
Lhuiller ·
McGee ·
Mengin ·
Nazon ·
Pencolé ·
Perque ·
Robin ·
Vogondy ·
Wiggins ·
Wilson ·
Bichot (stagiair) ·
Gilbert (stagiair) ·
Vaugrenard (stagiair)
Casar ·
Casper ·
Cooke ·
Da Cruz ·
Derepas ·
Durand ·
Eisel ·
Fritsch ·
Gilbert ·
Guesdon ·
Lhuiller ·
McGee ·
Mengin ·
Pichon ·
Robin ·
Roy ·
Sanchez ·
Vaugrenard ·
Vogondy ·
Wiggins ·
Wilson ·
Gérard (stagiair) ·
Renshaw (stagiair) ·
Vaillant (stagiair)
Augé ·
Botsjarov ·
Dean ·
Fédrigo ·
Halgand ·
Hervé ·
Hinault ·
Hushovd ·
Jégou ·
Joly ·
Kaggestad ·
Kasjetsjkin ·
Leblacher ·
Le Mével ·
Lequatre ·
Moeravjov ·
Moreau ·
Nazon ·
Poilvet ·
Salmon ·
Wiggins ·
Yates (stagiair) 
Bellotti ·
Bodrogi ·
Botsjarov ·
Caucchioli ·
Dean ·
Halgand ·
Hervé ·
Hinault ·
Hushovd ·
Joly ·
Kaggestad ·
Kasjetsjkin ·
Kirsipuu ·
Leblacher ·
Le Mével ·
Lemoine ·
Lequatre ·
Moeravjov ·
Moreau ·
Nazon ·
Patour ·
Poilvet ·
Portal ·
Raisin ·
Talabardon ·
Vogondy ·
Wiggins ·
Hivert (stagiair) ·
Marino (stagiair) ·
Pauriol (stagiair)
Augé ·
Bertagnolli · 
Bessy ·
Bourgain · 
Casper ·
Chavanel · 
Coyot ·
Duclos-Lassalle · 
Duque · 
Elijzen ·
Farrar · 
Fernández ·
Heijboer · 
Inaudi · 
Lequatre · 
Marichal ·
Minard · 
Moinard · 
Moncoutié · 
Monfort ·
Monier ·
Moreni ·
Parra ·
Pérez · 
Roche ·
Sanchez · 
Scheirlinckx · 
Sutton ·
Tournant · 
Valentin · 
Verbrugghe · 
Wiggins · 
El Fares (stagiair) ·
Godet (stagiair) ·
Hartmann (stagiair) 
Augé ·
Bessy ·
Bourgain · 
Buffaz · 
Chavanel · 
De Weert ·
Duclos-Lassalle · 
Duque · 
Elijzen ·
Farrar · 
Fernández ·
Hartmann ·
Hary ·
Heijboer · 
Henriette · 
Høj · 
Huguet · 
Lequatre · 
Minard · 
Moinard · 
Moncoutié · 
Monfort ·
Monier ·
Moreni (tot 31/07) ·
Nuyens ·
Parra ·
Scheirlinckx · 
Sireau ·
Sutton ·
Tournant · 
Valentin · 
Verbrugghe · 
Wiggins · 
Zampieri · 
El Fares (stagiair) ·
Taaramäe (stagiair) · 
Villa (stagiair) 
Barry ·
Boasson Hagen ·
Burghardt ·
Cavendish ·
Ciolek ·
Davis ·
Devine ·
Eisel ·
Gerdemann ·
Grabsch   ·
Greipel ·
Hammond ·
Hansen ·
Henderson ·
Hincapie ·
Kirchen ·
Klier ·
Knaven ·
Lewis ·
Löfkvist ·
Martin ·
Pinotti ·
Possoni ·
Raboň ·
Reynés ·
Rogers ·
Sieberg ·
Siwtsow ·
Wiggins ·
Dockx (stagiair)
Caldwell ·
Cozza ·
Danielson · 
Dean ·
Dekkers ·
Donald ·
Duggan ·
Duijn ·
Euser ·
Farrar ·
Friedman ·
Frischkorn (tot 30/09) ·
Hesjedal ·
Lowe ·
Maaskant ·
Martin ·
Meier ·
Meyer ·
Millar · 
Pate ·
Patour ·
Peterson ·
Sutton ·
Tuft ·
Vande Velde ·
van der Velde ·
Wiggins ·
Zabriskie ·
Howes (stagiair)
Arvesen ·
Augustyn ·
Barry ·
Boasson Hagen ·
Calzati ·
Carlström ·
Cioni ·
Cummings · 
Downing ·
Flecha ·
Froome ·
Gerrans ·
Hayman ·
Henderson ·
Kennaugh ·
Löfkvist ·
Nordhaug ·
Pauwels ·
Portal ·
Possoni ·
Stannard ·
Sutton ·
Swift ·
Thomas ·
Viganò ·
Wiggins
Appollonio ·
Arvesen ·
Augustyn ·
Barry ·
Boasson Hagen ·
Carlström ·
Cioni ·
Cummings · 
Downing ·
Dowsett ·
Flecha ·
Froome ·
Gerrans ·
Hayman ·
Henderson ·
Hunt ·
Kennaugh ·
Knees ·
Löfkvist ·
Nordhaug ·
Pauwels ·
Possoni ·
Rogers ·
Stannard ·
Sutton ·
Swift ·
Thomas ·
Urán ·
Wiggins ·
Zandio ·
Puccio (stagiair)
Appollonio ·
Barry ·
Boasson Hagen ·
Cavendish  ·
Eisel ·
Dowsett ·
Flecha ·
Froome ·
Henao ·
Hayman ·
Hunt ·
Kennaugh ·
Knees ·
Löfkvist ·
Nordhaug ·
Pate ·
Porte ·
Puccio ·
Rogers ·
Rowe ·
Siwtsow ·
Stannard ·
Sutton ·
Swift ·
Thomas ·
Urán ·
Wiggins ·
Zandio ·
Martinelli (stagiair) 
Boasson Hagen ·
Boswell ·
Cataldo ·
Dombrowski ·
Eisel ·
Edmondson ·
Froome ·
Henao ·
Hayman ·
Kennaugh ·
Kiryjenka ·
Knees ·
López ·
Pate ·
Porte ·
Puccio ·
Rasch ·
Rowe ·
Siwtsow ·
Stannard ·
Sutton ·
Swift ·
Thomas ·
Tiernan-Locke ·
Urán ·
Wiggins ·
Zandio
Boasson Hagen · Boswell · Cataldo · Deignan · Dombrowski · Earle · Edmondson · Eisel · Froome · Seb. Henao · Ser. Henao · Kennaugh · Kiryjenka · Knees · López · Nieve · Pate · Porte · Puccio · Rasch · Rowe · Siwtsow · Stannard · Sutton · Swift · Thomas · Tiernan-Locke · Wiggins   · Zandio
Boswell · Deignan · Earle · Eisel · Fenn · Froome · Seb.Henao · Ser.Henao · Kennaugh · Kiryjenka   · Knees · König · López · Nieve · Nordhaug · Pate · Poels · Porte · Puccio · Roche · Rowe · Siwtsow · Stannard · Sutton · Swift · Thomas · Viviani · Wiggins   (tot 12/04) · Zandio · Geoghegan Hart (stagiair) · Peters (stagiair)
- Gemeinsame Normdatei: 137402902
- International Standard Name Identifier: 0000 0000 7313 5468
- Library of Congress Control Number: nb2009028816
- Nationale Bibliotheek van Tsjechië: xx0171655
- Nationale Bibliotheek van Israël: 987007421217705171
- Nederlandse Thesaurus van Auteursnamen: 356077470
- Virtual International Authority File: 102972563
- WorldCat: E39PBJB8qbtChBXGhpTMQjpQMP